# Sheila Fugard
Sheila Meiring Fugard (* 1932 in Birmingham, England; geboren als Sheila Meiring) ist eine britisch-südafrikanische Schriftstellerin. Sie schreibt auf Englisch und war mit dem Dramatiker Athol Fugard verheiratet.

## Leben
Sheila Meiring zog 1940 mit ihren Eltern nach Südafrika. An der University of Cape Town studierte und spielte sie Theater. Sie traf Athol Fugard, als sie in einem seiner Stücke auftrat; 1956 heirateten sie.
1972 erschien Fugards erster Roman The Castaways, für den sie den CNA Literary Award und den Olive Schreiner Prize erhielt. 1976 wurde der Roman Rite of Passage, 1983 A Revolutionary Woman veröffentlicht. Dieser Roman spielt in den 1920er Jahren in der Karoo und handelt von einer Anhängerin Mahatma Gandhis. Die Engländerin wird von ihrem indischen Freund verlassen und kümmert sich fortan um einen jungen Coloured, der jedoch ein geistig zurückgebliebenes Burenmädchen verführt und daraufhin von den Buren verfolgt wird. Fugard schrieb auch Gedichte; 1975 erschien die Gedichtsammlung Threshold, 1983 Mythic Things. 1984 kam ihre Biografie über die buddhistische Nonne Tenzin Palmo heraus.
In der Bühnenfassung von The Castaways spielte ihr Mann mit. Mehrere Jahre verbrachte sie in Kalifornien. Seit etwa 2014 lebt sie von ihrem Mann getrennt. Ihre gemeinsame Tochter Liza Fugard, die in Kalifornien lebt, ist Schauspielerin und Schriftstellerin.

## Auszeichnungen
- 1972: CNA Literary Award für The Castaways
- 1973: Olive Schreiner Prize für The Castaways[3]

## Werke

### Romane
- 1972: The Castaways. Macmillan, Johannesburg.
- 1976: Rite of Passage. Ad Donker, Johannesburg.
- 1983: A Revolutionary Woman. George Braziller, New York.

### Poesie
- 1975: Threshold. Ad Donker, Johannesburg.
- 1983: Mythic Things. Ad Donker, Johannesburg.
- 1992: Reclaiming Desert Places. Indlovu.
- 2007: The Magic Scattering of a Life. Free Lizard Press.

### Drama
- 2007: The San Woman.[4]

### Biografie
- 1984: Lady of realisation: a spiritual memoir. Maitri Publications, Eindhoven, ISBN 978-1-4525-4735-0.